# Eragrostis conrathii
Eragrostis conrathii är en gräsart som först beskrevs av Eduard Hackel, och fick sitt nu gällande namn av Sylvia Mabel Phillips. Eragrostis conrathii ingår i släktet kärleksgrässläktet, och familjen gräs. Inga underarter finns listade i Catalogue of Life.